# Renault Type CD
Der Renault Type CD war ein frühes Personenkraftwagenmodell von Renault. Er wurde auch 18 CV genannt.

## Beschreibung
Die nationale Zulassungsbehörde erteilte am 21. Dezember 1910 seine Zulassung. Das Fahrzeug war länger als der Vorgänger Renault Type BF. Die Produktion lief bis 1912. Nachfolger wurde der Renault Type DO.
Ein wassergekühlter Sechszylindermotor mit 80 mm Bohrung und 140 mm Hub leistete aus 4222 cm³ Hubraum 17 bis 18 PS. Wie bei so vielen Modellen des Modelljahres 1911 hatte Renault im Vergleich zum Vorjahresmodell den Hub um 20 mm erhöht. Die Motorleistung wurde über eine Kardanwelle an die Hinterachse geleitet. Die Höchstgeschwindigkeit war je nach Übersetzung mit 47 km/h bis 71 km/h angegeben.
Bei einem Radstand von 358 cm bzw. 358,4 cm und einer Spurweite von 145 cm war das Fahrzeug 485 cm lang und 175 cm bzw. 176 cm breit. Der Wendekreis war mit 14 Metern angegeben. Das Fahrgestell wog 1100 kg, das Komplettfahrzeug 2000 kg. Zur Wahl standen Doppelphaeton, Tourenwagen, Limousine und Roadster. Das Fahrgestell kostete 14.500 Franc.